# Wujiazhuang
Wujiazhuang (kinesiska: 武家庄乡, 武家庄) är en socken i Kina. Den ligger i provinsen Shandong, i den östra delen av landet, omkring 36 kilometer söder om provinshuvudstaden Jinan.
Genomsnittlig årsnederbörd är 845 millimeter. Den regnigaste månaden är juli, med i genomsnitt 304 mm nederbörd, och den torraste är januari, med 8 mm nederbörd.